# Midgårdsgade
Midgårdsgade er en gade på Ydre Nørrebro i Mimersgadekvarteret. Midgårdsgade løber fra Mimersgade, op langs det gamle baneterræn til Mjølnerparken.
Gaden er opkaldt efter Midgård, der i den nordiske mytologi er betegnelsen for menneskenes verden. Midt i Midgård findes gudernes Asgård og udenom Midgård ligger Udgård hvor jætterne har hjemme.
Flere af områdets smågader, bl.a. Borgmestervangen, Hothers Plads og Midgårdsgade, blev navngivet i 1926.
Det er byggeri fra sidst i 1920'erne med mere lys og luft. I 1930'erne var der en nydelig borgerlig beboersammensætning: Malermester, konservator, ingeniør, postassistent m.m. Nr. 5 rummede ”Lersøgaardens Bageri” i 1944-72.
Den del af Midgårdsgade der består af karréen Hothers Plads, Borgmestervangen har 39 vinduer pr. etage ud til gaden.